# Pourtalesia jeffreysi
Pourtalesia jeffreysi is een zee-egel uit de familie Pourtalesiidae.
De wetenschappelijke naam van de soort werd in 1873 gepubliceerd door Charles Wyville Thomson.